# Scopula anticaria
Scopula anticaria là một loài bướm đêm trong họ Geometridae.